# Abáigar
Abáigar (en euskera: Abaigar) es un municipio español de la Comunidad Foral de Navarra, situado en la merindad de Estella, en la comarca de Estella Oriental y a 58 km de la capital de la comunidad, Pamplona. Su población en 2024 fue de 86 habitantes (INE).
Fronteriza al norte con Murieta, al este con Igúzquiza y Villamayor de Monjardín, al sur con Olejua; y al oeste con Oco.

## Toponimia
El nombre de esta localidad tiene como significado etimológico más probable la expresión en euskera (h)abe igar, que significaría ‘árbol seco’. La palabra habe está documentada en el dialecto vizcaíno antiguo, por lo que parece plausible que tuviera una difusión mayor, siendo utilizada también en otros dialectos.
Antiguamente se hablaba el euskera en esta localidad, aunque está documentado que a finales del siglo XVI Abáigar se encontraba ya en la línea de poblaciones que marcaban la frontera lingüística de la Navarra romance frente a la Navarra vascófona.
Según la Real Academia de la Lengua Vasca el topónimo en lengua vasca de la localidad es Abaigar, equivalente al topónimo castellano pero sin tilde. Inicialmente adscrita a la zona no vascófona por la Ley Foral 18/1986, en junio de 2017 el Parlamento navarro aprobó el paso de Abáigar a la zona mixta de Navarra.
El gentilicio de los habitantes de este municipio es abaigarense.

## Geografía
El municipio de Abáigar se ubica en una zona montuosa naturaleza. bosques de robles, de encinas y zonas de pastos.

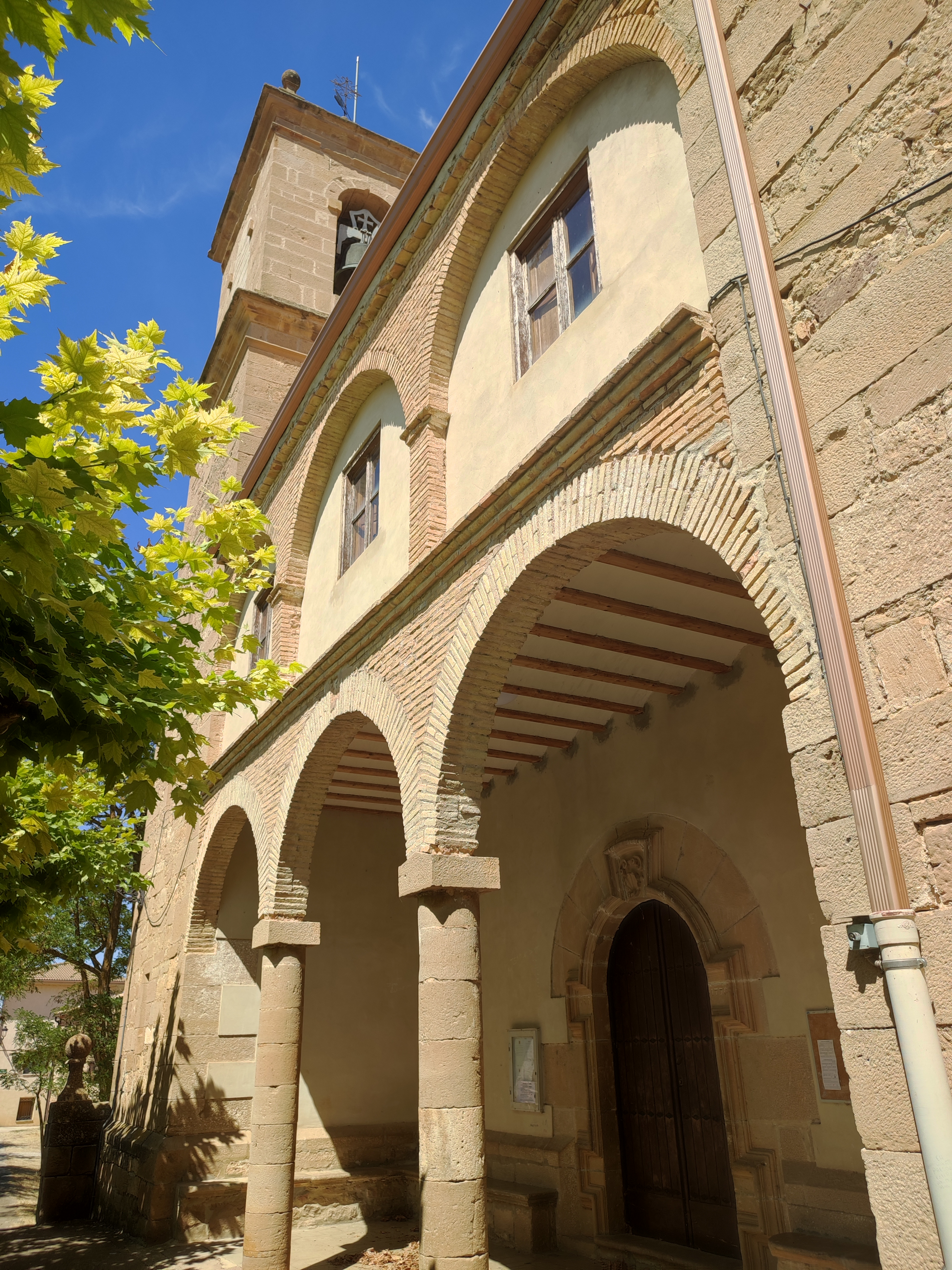
Iglesia de San Vicente

Se ubica en las laderas del monte Monjardín, que tiene una altura de 894 metros. Es a la vez uno de los diapiros o montañas de sal que se puede encontrar por la cubeta de Estella. La cubeta de Estella es una gran depresión formada a partir de movimientos tectónicos violentos, que a la vez, se han formado los diapiros que andan distribuidos por la región. Debido a que ha sufrido muchos movimientos, el río Ega ha estado cambiando de posición, donde se encuentra materiales aluviales en sus riberas. Los cerros que se encuentra en Abáigar (San Miguel, El Robledo, Lizaico…) son también diapiros.
El suelo está compuesto de rocas de tipo calizo originado de estas montañas de sal y de yeso, en la zona sur. La zona norte es casi completamente árida.

### Hidrografía
Es bordeado por el río Ega, que hace de frontera con el municipio de Murieta. En este lugar, desembocan los arroyos de los Montecicos y Reajos; este último, afluente del Montecicos. Estos arroyos atraviesan el municipio por la zona oeste, hasta desembocar en el Ega. Los dos arroyos nacen en el municipio de Olejua.

### Clima
El clima es algo que comparte con el resto del municipio, dentro de la cubeta. Son inviernos bastantes fríos y veranos bastante agradables. Las lluvias son bastante abundantes, y la mayoría de las veces sopla viento cierzo, de noroeste a sureste, debido a los Pirineos.

## Historia
Perteneció al fuero de Estella, en el año 1281; que pertenecieron a un conde llamado Juan Sánchez; a la que cuando murió, le dio estas tierras a su hijo Juanot. Es una antigua pedanía del antiguo municipio del Valle de Ega; estas tierras pertenecían a la cofradía de San Bartolomé, y más tarde, por los propios reyes desde esa época. Durante un tiempo, la gente del pueblo era los que dirigían los procesos judiciales.

## Demografía
Abáigar cuenta con una población de 86 habitantes (INE 2024).
| Gráfica de evolución demográfica de Abáigar entre 1842 y 2021                                                       |
| |
| Población de derecho según los censos de población del INE Población de hecho según los censos de población del INE |

## Economía
Debido al suelo que tiene solo puede cultivar la cebada, el trigo, el maíz, la vid y forrajes, y en algunas ocasiones, el tabaco.

## Administración y política
El único grupo político con representación municipal tras las elecciones municipales de España de 2011 es la Agrupación Independiente de Abáigar, que obtuvo los cinco concejales que forman el pleno. La lista independiente obtuvo en las elecciones municipales de 2011 un total de 39 votos.
| Partido político                           | 2015 | 2015       | 2011  | 2011       | 2007  | 2007       | 2003  | 2003       | 1999  | 1999       | 1995  | 1995       | 1991 | 1991       |
| Partido político                           | %    | Concejales | %     | Concejales | %     | Concejales | %     | Concejales | %     | Concejales | %     | Concejales | %    | Concejales |
| Agrupación Independientes de Abáigar (AIA) | —    | —          | 62,90 | 5          | —     | —          | —     | —          | —     | —          | —     | —          | —    | —          |
| Candidatura Independiente de Abáigar (CIA) | —    | —          | —     | —          | 56,06 | 5          | —     | —          | —     | —          | —     | —          | —    | —          |
| Agrupación Electores Abáigar (AEIB)        | —    | —          | —     | —          | —     | —          | 93,88 | 1          | —     | —          | —     | —          | —    | —          |
| Agrupación San Miguel (ASM)                | —    | —          | —     | —          | —     | —          | —     | —          | 96,30 | 1          | 29,82 | 1          | —    | —          |
| Agrupación Electoral San Bartolomé (AESB)  | —    | —          | —     | —          | —     | —          | —     | —          | —     | —          | 22,81 | 0          | —    | —          |
| Candidatura Electoral San Vicente (CESV)   | —    | —          | —     | —          | —     | —          | —     | —          | —     | —          | 15,79 | 0          | —    | —          |
| Candidatura Electoral Santa Bárbara (CESB) | —    | —          | —     | —          | —     | —          | —     | —          | —     | —          | 15,79 | 0          | —    | —          |
| Candidatura Electoral San Andrés (CESA)    | —    | —          | —     | —          | —     | —          | —     | —          | —     | —          | 8,77  | 0          | —    | —          |

| Mandato   | Nombre del alcalde                 | Partido político |
| --------- | ---------------------------------- | ---------------- |
| 2003-2007 | Jesús Guinea Crespo                | Independiente    |
| 2007-2011 | María Clara Gurrea Lanz            | Independiente    |
| 2011-2015 | Álvaro Pérez de Aránsolo Fernández | AIA              |
| 2015-2019 | José Luis Gómez Sarasua            | AIA              |
| 2019-2023 | Gorka Alegría Saralegui            | AIA              |
| 2023      | Álvaro Pérez de Aránsolo Fernández | AIA              |

## Cultura

### Patrimonio

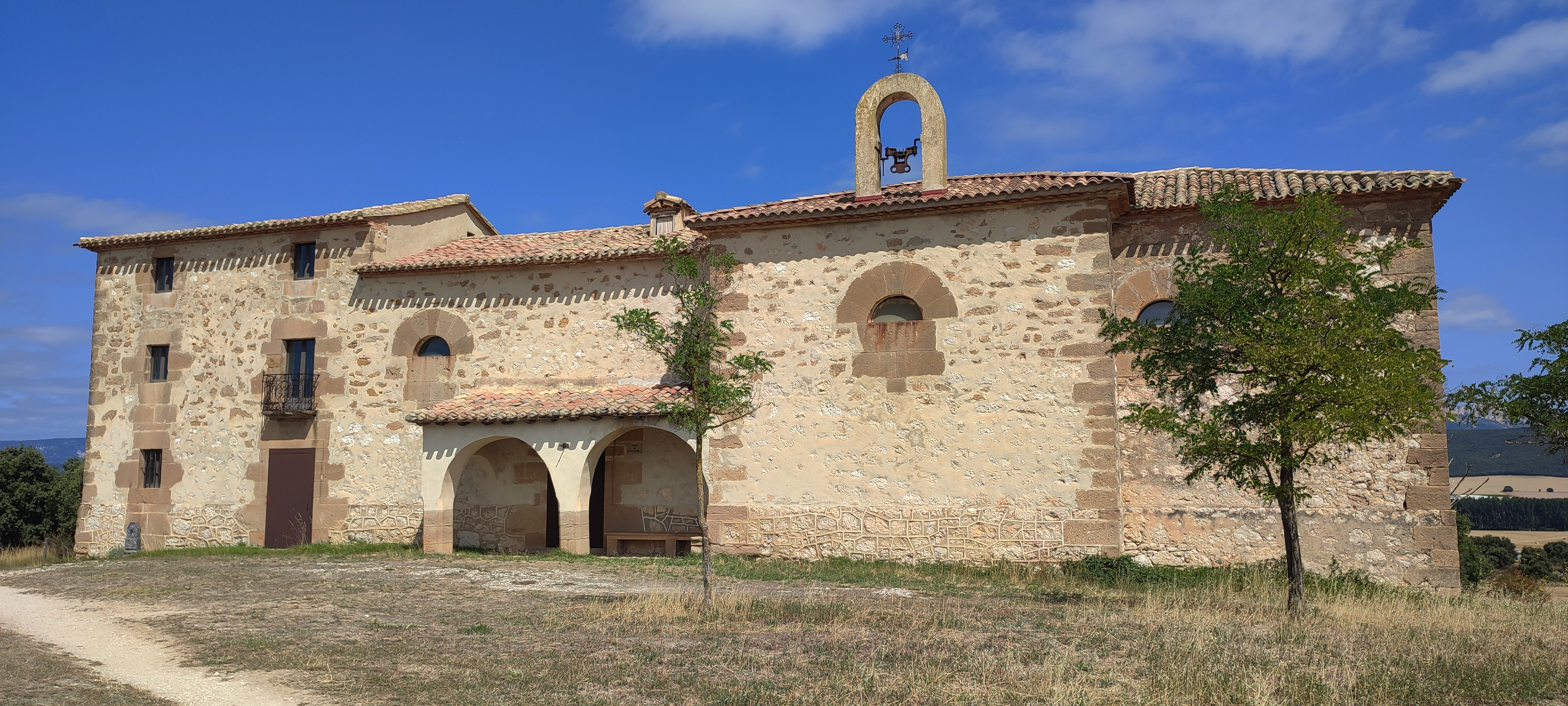
Lado sur de la ermita de San Bartolomé y sus dependencias

- Iglesia de San Vicente, del siglo XVI.
- Ermita de San Bartolomé, de comienzos del siglo XIX (bendecida en 1818).

### Fiestas
Las fiestas de San Vicente son en agosto y duran cuatro días.

## Personas célebres
- Lidia Sobrado Gastón (1939): religiosa de la orden de las Misioneras de Cristo Jesús. Ha ostentado los cargos de superiora de la orden en el Congo y España.